# Sikou Niakaté
Sikou Niakaté (* 10. Juli 1999 in Montreuil) ist ein französisch-malischer Fußballspieler.

## Karriere

### Verein
Niakaté begann seine fußballerische Ausbildung 2005 beim FC Saint Germain en Laye, ehe er 2006 in die Jugendakademie von Paris Saint-Germain wechselte. Im Sommer 2013 wechselte er zum AC Boulogne-Billancourt. Nachdem er den Verein 2015 wieder verlassen hatte, wechselte er über den Évreux FC 27 zum FC Valenciennes. Sein Profidebüt gab er am 31. März 2017 (31. Spieltag) nach Einwechslung bei einer 0:1-Niederlage gegen Olympique Nîmes in der Ligue 2. Insgesamt spielte er 2016/17 bis zum Saisonende noch vier weitere Ligaspiele. In der Saison 2017/18 war er bereits fester Bestandteil seiner Mannschaft und kam in der Spielzeit auf 28 Einsätze wettbewerbsübergreifend. Im Sommer 2018 wechselte er dann für zweieinhalb Millionen Euro zu EA Guingamp, blieb aber für die Spielzeit 2018/19 auf Leihbasis noch bei Valenciennes. Während seiner Leihe wurde nicht mehr auf ihn gesetzt und er kam nur noch zu 14 von 38 möglichen Ligaspielen.
Nach seinem endgültigen Wechsel debütierte er am vierten Spieltag bei einem 2:2-Unentschieden gegen die AJ Auxerre nach Einwechslung für Guingamp. Bei einem 4:1-Sieg über AF Rodez schoss er in der Startelf stehend sein erstes Tor überhaupt im Profibereich. Bei Guingamp war er in der Innenverteidigung gesetzt und spielte bis zum Abbruch 23 von 28 Ligaspiele. In der Saison 2020/21 traf er erneut einmal und spielte 31 Spiele.
Anschließend wurde Niakaté in die Ligue 1 an den FC Metz verliehen, die auch eine Kaufoption für den jungen Franzosen besaßen. Bei seinem Debüt in der höchsten französischen Spielklasse stand er gegen Clermont Foot direkt in der Startelf, als sein neues Team 2:2 spielte. Am Ende der Saison zog Metz die Kaufoption nicht und der Spieler wurde an Sporting Braga weiterverliehen.

### Nationalmannschaft
Niakaté spielte bislang für mehrere Juniorenauswahlen Frankreichs. Mit der U19-Mannschaft nahm er unter anderem an der U19-EM 2018 in Finnland teil, als die französische Auswahl im Halbfinale scheiterte.